# بن 10: ألتيمت إليين
بن 10: ألتيمت إليين (بالإنجليزية: Ben 10: Ultimate Alien)‏ هو مسلسل رسوم متحركة أمريكي من تاليف فريق مان أوف اكشن وإنتاج كرتون نتورك ستوديوز تم عرضه لأول مرة في 23 ابريل 2010 وانتهى في 31 مارس 2012 مع 03 مواسم و 52 حلقة وكان بمثابة التكملة لسلسلة بن 10: إليين فورس
في العالم العربي تمت دبلجة المسلسل بواسطة إيمدج برودكشن هاوس وتم عرضه على قناة كرتون نتورك بالعربية
.

## القصة
أصبح عُمر «بِن» و«غوين» 16 و«كيفين» 17، وكشف بن وأصبح مشهورا جدا حيث أن العالم كله أصبح يردد اسمه بكل إعجاب وفخر ولكن للشهرة ضريبة فماذا كانت ضريبة «بن» يا ترى؟

## وحوش «بن»
كما ذكر، فأن «بن» يستطيع التحول إلى الوحوش من الجزء الأول والثاني ولكنه أيضا كسب وحوشا جديدة وهي:
1. تيراسبين: فضائي يشبه السلحفاة يستطيع جعل يديه ورجليه تدور بسرعة مما يجعله يطير كالمروحة وأيضا يهاجم بالرياح.
2. أمب فيبيان: فضائي يشبه قنديل البحر يمكنه الطيران والسباحة والتحكم بالأشياء والتخاطر الذهني والصعقات الكهربائية وتعطيل الأجهزة عن طريق الصعقات الكهربائية ويمكنه صعق الناس بمجرد لمسهم ولديه قدرة على الاختفاء.
3. أرمادريلو: فضائي ضخم يغطي جسمه درع أصفر يمكنه الحفر ويتمتع بقوة فتاكة على تحطيم البنايات بواسطة قدراته الزلزالية.
4. إن آر جي (لفظيا تنطق إنرجي): فضائي مدرع يستطيع تحمل جميع أنواع الحرارة حتى وهو في وسط البراكين ويمكنه إذابة الصورة الصلبة وأيضا يستطيع جعل جسمه حار جدا وإذا كسر درعه يخرج منه فضائي نار يمكنه امتصاص الإشعاعات.
5. واتر هازارد: فضائي يستطيع إطلاق الماء من يديه وأيضا سحب الرطوبة من الجو أي أنه قادر على امتصاص رطوبة الكائنات الفضائية.
6. إيتل: واحد من فضائيي بن لديه القدرة علي تناول المعادن والمواد وتحويلها لشعاع ليزر اخضر يخرجه من قرنه
7. فاست تراك: فضائي سريع وقوته البدنية قوية لكنه ليس بسرعة XLR8.
8. كاميلين: فضائي يشبه السحالي يستطيع تغيير لونه مما يجعله يختفي ومن وسريع وأيضا يتمتع برشاقة.
9. جوري ريغ: فضائي صغير الحجم لونه برتقالي، يحب التخريب كما بإمكانه إصلاح الأشياء بسرعة فائقة.
10. كلوك ورك: فضائي لديه قدره ارجاع زمن ورؤية ماحصل في سابق ويمكنه إطلاق شعاع ليزري أخضر من يديه.

## ألتميت الفضائين
بن لديه جهاز الألتميتريكس الذي هو أقوى من الأومنتريكس ويمكنه تحويل الوحوش إلى ألتميت، مثل:
1. ألتميت هيومونجوسور: يصبح لونه أخضر وتظهر صدفة مشوكة وفي ذيله كرة شوكية ويستطيع الضرب بها ويستطيع أيضا قذف الصواريخ من يديه. ويصبح أقوى من هيومنجوسور بأربع مرات.
2. ألتميت بيغ تشيل: يصبح لونه أحمر وتظهر له أشكال نارية ويستطيع أن يقذف نار حارقة مجمدة.

1. ألتميت سوامب فاير: يصبح لونه رمادي ووجه أزرق يستطيع يقذف النار ورمي القنابل الدخانية
2. ألتميت سبايدر مونكي: يصبح شكله كغوريلا ولديه في جوانبه أرجل عنكبوت ويستطيع يقذف الشباكه قوية من فمه.
3. ألتميت إيكو إيكو: يصبح لونه أزرق وتظهر خطوط سوداء في جسمه ويستطيع يرمي أقراص الصوتية قوية من جوانب جسمه لديه كالعادة قوة الانفصال وتزداد قوته بشكل رهيب لانه استطاع ان يهزم التميت كيفن بينما التيميت هيومانغسور لم يقدر.
4. ألتميت كانين بولت: يصبح لونه فضي وتظهر أشواك قوية في جوانبه لتمكنه من أن يمر على أي سطح كان حتى الأشواك.
5. ألتميت وايلد مات: يصبح لونه أرجواني وتظهر له قرن في أعلى رأسه ويستطيع التكلم.
6. ألتميت واي بيغ: يصبح ضخامته ضخمة جدا جدا ولونه أحمر وأزرق فهو قوي. وتحول إليه بن في حلقة العدو في نهاية المطاف بالجزء الثاني.
7. أتميت سوانفاير: يصبح شجرة لونها بني وازرق يصبح أقوى من سانفاير بمرين ويحصل على قنابل الدخان.

## الأشرار الجدد
1. أغريغور: بشري أوزموسي لديه القدرة على امتصاص الطاقة مثل كيفين، يريد الحصول على قوى الفضائيين الخمسة‹بايبالفن، اندرياس، باندور، راد، غالبيبس›من أجل الحصول على المفاتيح الأربعة للسيطرة على العالم.
2. داغين: كائن فضائي يشبه الحبار لكنه عملاق هدفه السيطرة على كوكب الأرض، لقد ضهر بعد أن قام فيلغاكس بكسر بوابة الوقت التي كانت تمنعه من الوصول إلى كوكب الأرض، وقد خدعه فيلغاكس وأخذ قواه.

## الأصوات العربية
- عبدو حكيم - بن تنيسون
- حسان حمدان - كيفين
- رنا الرفاعي
- ويليم ناصيف
- سمير معلوف - ماكس تنيسون
- بيان أبو شقرا
- إيمان بيطار - غوين تنيسون

## وصلات خارجية
- بن 10: ألتيمت إليين على موقع IMDb (الإنجليزية)
- بن 10: ألتيمت إليين على موقع ميتاكريتيك (الإنجليزية)
- بن 10: ألتيمت إليين على موقع روتن توميتوز (الإنجليزية)
- بن 10: ألتيمت إليين على موقع كينوبويسك (الروسية)
- بن 10: ألتيمت إليين على موقع ألو سيني (الفرنسية)
- بن 10: ألتيمت إليين على موقع قاعدة بيانات الفيلم (الإنجليزية)

- الموقع الرسمي في الولايات المتحدة
- الموقع الرسمي في المملكة المتحدة
- الموقع الرسمي في الشرق الأوسط

بن تينيسون بن 10: ألتيمت إليين  على فيسبوك.